# 1949 في بولندا
فيما يلي قوائم الأحداث التي وقعت خلال عام 1949 في بولندا.

## سياسة

### انتهاء فترة المنصب
- 10 فبراير – تاديوس بوروسيا كوموروفسكي رئيس مجلس وزراء بولندا.

## مواليد

### يونيو
- 18 يونيو – ليخ كاتشينسكي[1]
- 18 يونيو – ياروسلاف كاتشينسكي[2]

### يوليو
- 18 يوليو – يرزي غورغون لاعب كرة قدم بولندي.[3]

## وفيات

### مارس
- 30 مارس – فريدريش بيرغيوس (مواليد 1884) كيميائي ألماني.[4]

### يونيو
- 3 يونيو – مارجاريته بويتلر (مواليد 1876)